# مک میلان، استان انتوناگون، میشیگان
مک میلان (به انگلیسی: McMillan Township) یک منطقهٔ مسکونی در ایالات متحده آمریکا است که در شهرستان انتوناگون، میشیگان واقع شده‌است.
 مک میلان  ۴۷۸ نفر جمعیت دارد و ۳۶۶ متر بالاتر از سطح دریا واقع شده‌است.